# Eagle Head Bay
Eagle Head Bay (do 6 grudnia 1974 Eagle Bay) – zatoka (ang. bay) w kanadyjskiej prowincji Nowa Szkocja, w hrabstwie Queens, na północny wschód od miejscowości Liverpool; nazwa Eagle Bay urzędowo zatwierdzona 7 grudnia 1937.